# Skyrunner World Series 2006
Navigation
2005 2007
Le Skyrunning World Series 2006 est la cinquième édition du Skyrunner World Series, compétition internationale de Skyrunning fondée en 2002 par la fédération internationale de skyrunning. 

## Programme
Sur Zegama-Aizkorri, Ricardo Mejía fait la course en tête. Rob Jebb, vainqueur l'année précédente et champion en titre des skyrunner world series, est parti prudemment et remonte en fin de course, mais il ne parvient pas à rattraper le mexicain. Il termine deuxième à 4 secondes du vainqueur. Fabio Bonfanti est troisième et Fulvio Dapit quatrième. Angela Mudge fait la course en tête et l'emporte devant Corinne Favre et Ester Hernandez Casahuga. 
Sur la skyRace Valmalenco-Valposchiavo, Angela Mudge établit le record de la course en 3 h 10 min 18 s. Gloriana Pellissier est deuxième. Chez les hommes, Helmut Schiessl remporte la course, 45 secondes devant Agustí Roc et 1 min 42 s devant Dennis Brunod.
| Nom de la course                | Pays          | Date              | Vainqueur         | Vainqueure               |
| ------------------------------- | ------------- | ----------------- | ----------------- | ------------------------ |
| UltraTrail de Mexico            | Mexique       | 7 mai 2006        | Ricardo Mejía     | Mònica Ardid             |
| Zegama-Aizkorri                 | Espagne       | 28 mai 2006       | Ricardo Mejía     | Angela Mudge             |
| SkyRace Valmalenco-Valposchiavo | Italie Suisse | 11 juin 2006      | Helmut Schiessl   | Angela Mudge             |
| Mount Ontake SkyRace            | Japon         | 25 juin 2006      | Fulvio Dapit      | Angela Mudge             |
| Dolomites SkyRace               | Italie        | 23 juillet 2006   | Agustí Roc Amador | Angela Mudge             |
| SkyRace Andorra                 | Andorre       | 3 septembre 2006  | Ricardo Mejía     | Ester Hernàndez Casahuga |
| Sentiero delle Grigne           | Italie        | 17 septembre 2006 | Massimo Colombo   | Daniela Gilardi          |
| Mount Kinabalu Climbathon       | Malaisie      | 30 septembre 2006 | Ricardo Mejía     | Anna Pichrtová           |